# مادلين كلاين
مادلين رينيه كلاين (ولدت في 21 ديسمبر 1997) هي ممثلة أمريكية. وهي معروفة بدور سارة كاميرون في مسلسل الدراما على منصة نتفليكس ضفاف كارولينا .  

## الحياة الشخصية
نشأت كلاين في غوس كريك ، ساوث كارولينا ،  بالقرب من تشارلستون .  تستمع كلاين بالتصوير والرسم والرحلات البرية والمشي لمسافات طويلة والتزلج على الماء. لديها أيضًا أخ واحد ، بريت هيرينج.
كلاين حاليًا على علاقة مع تشيس ستوكس ، شريكها في بطولة مسلسل ضفاف كارولينا ، حيث أعلن ذلك ستوكس بنفسه عبر موقع إنستغرام  بمنشور تم تحميله في 14 يونيو 2020. 

## الأعمال

### أفلام
| سنة  | الفيلم                          | الدور        | ملاحظات |
| ---- | ------------------------------- | ------------ | ------- |
| 2011 | المزمور الثالث والعشرون: الفداء | مايا سميث    |         |
| 2016 | سافانا صن رايز                  | الصفصاف      |         |
| 2018 | بوي ايريسد                      | كلوي         |         |
| 2020 | ما يكسر الجليد                  | إميلي        |         |
| 2021 | هذه هي ليلة                     | صوفيا لاروكا |         |
| 2022 | أخرجوا السكاكين 2               | ويسكي        |         |

### مسلسلات
| سنة       | المسلسل       | الدور        | ملاحظات                                      |
| --------- | ------------- | ------------ | -------------------------------------------- |
| 2016      | هيئة المحلفين | جريس الكسندر | فيلم تلفزيوني                                |
| 2016-2017 | نواب المدراء  | تايلور واتس  | 3 حلقات                                      |
| 2017      | النسخ الأصلية | جيسيكا       | 3 حلقات                                      |
| 2017      | أشياء غريبة   | تينا         | الحلقات: "MADMAX" ، "Trick or Treat ، Freak" |
| 2020      | بنوك خارجية   | سارة كاميرون | دور أساسي                                    |
| 2020      | يوما بعد يوم  | ديزي (صوت)   | سلسلة الويب حلقة: "ويني وبيتي و. . ".        |

| سنة  | لقب             | فنان              | دور   |
| ---- | --------------- | ----------------- | ----- |
| 2020 | الاشياء الساخنة | Kygo يضم دونا سمر | نفسها |

## روابط خارجية
- مادلين كلاين في قاعدة بيانات الأفلام على الإنترنت